# Estrada A201 (GB)

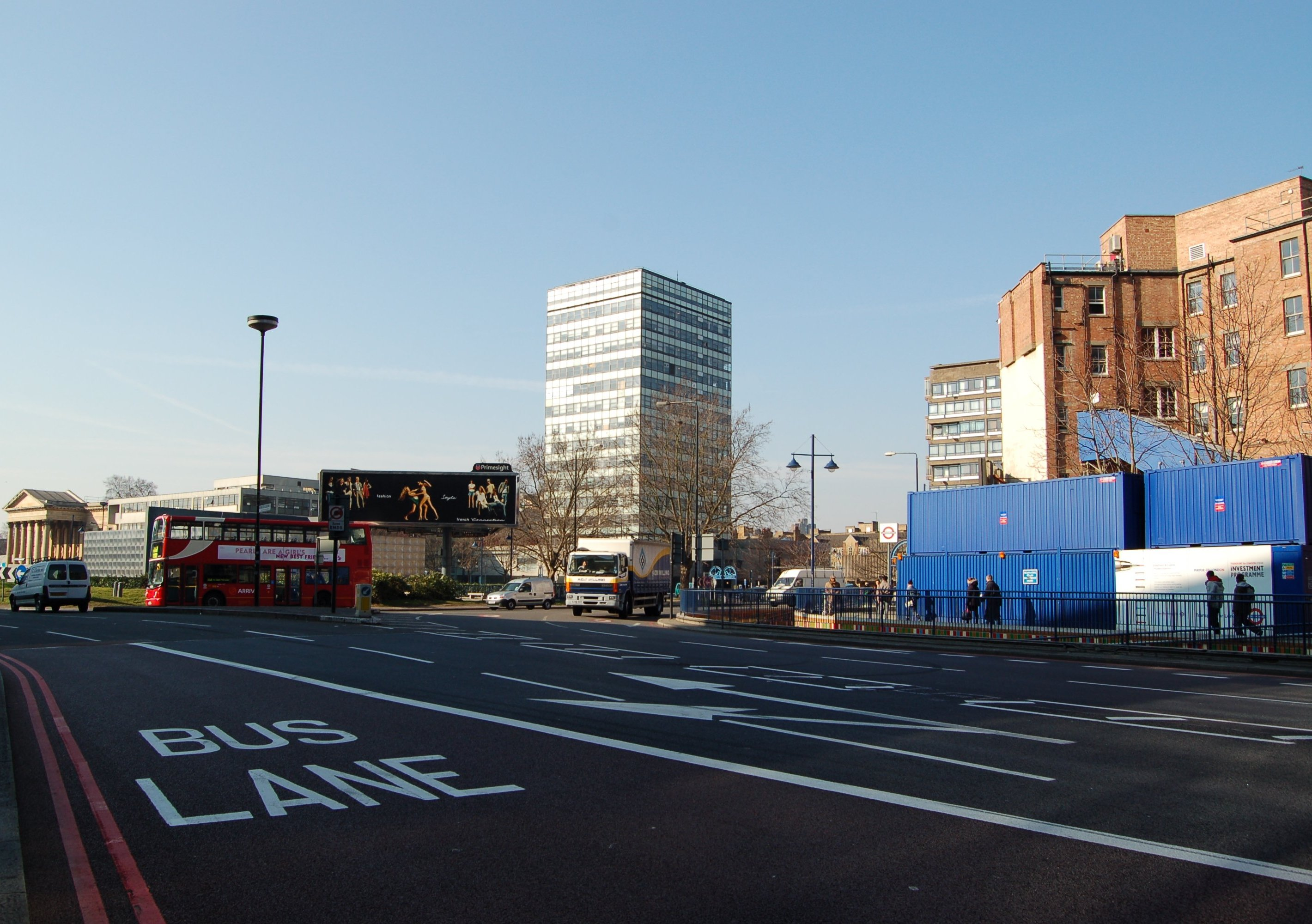
Elephant and Castle, parte da A201.

A A201 é uma via pública em Londres, Inglaterra, que estende-se de Kings Cross ao Elephant and Castle. 
A via passa ao longo da Kings Cross Road, Farringdon Road, Farringdon Street, New Bridge Street, Blackfriars Bridge, Blackfriars Road, London Road até Elephant and Castle, e finalmente New Kent Road onde se funde com a estrada A2 na Old Kent Road.